# Bess Flowers
Bess Flowers (Sherman, 23 novembre 1898 – Los Angeles, 28 luglio 1984) è stata un'attrice statunitense.

## Filmografia parziale

### Cinema
- Hollywood, regia di James Cruze (1923)
- Noi sbagliamo (We Faw Down), regia di Leo McCarey – cortometraggio (1928)
- Sinister Hands, regia di Armand Schaefer (1932)
- Beginner's Luck, regia di Gus Meins – cortometraggio (1935)
- The Shadow, regia di Charles C. Coleman (1937)
- Brooklyn Orchid, regia di Kurt Neumann (1942)

### Televisione
- Screen Directors Playhouse – serie TV, episodi 1x05-1x21-1x33 (1955-1956)